# Ambassade van IJsland in Frankrijk
De ambassade van IJsland in Frankrijk staat in Parijs, in de wijk Chaillot van het 16e arrondissement. De ambassade opende in 1946 en behartigt ook de IJslandse relaties met een aantal andere landen in de wereld.

## Geschiedenis
De bilaterale betrekkingen tussen IJsland en Frankrijk werden op 18 november 1945 geformaliseerd, waarna op 10 januari 1946 in Parijs de zesde IJslandse ambassade werd geopend. De eerste IJslandse ambassadeur naar Frankrijk, Pétur Benediktsson, was op dat moment ambassadeur in de Sovjet-Unie met de ambassade in Moskou als standplaats. Pas in 1947 verruilde hij Moskou voor Parijs en bleef hij tot 1951 niet-residerend ambassadeur naar de Sovjet-Unie. Tijdens zijn ambassadeurschap was hij ook geaccrediteerd in een aantal andere Europese landen, alsmede zijn opvolgers in Parijs.
In 1952 werd de ambassade de zetel van de permanente vertegenwoordiging van IJsland bij de NAVO die op dat moment nog in Parijs gevestigd was. In 1967 verhuisde deze missie naar Brussel.

## Missie
De IJslandse ambassade in Parijs behartigt ook de relaties met Andorra, Italië, Libanon, Monaco, Portugal en Spanje, waarbij de ambassadeur in Parijs in deze landen is geaccrediteerd. Er zijn in het dekkingsgebied 28 honorair consuls benoemd, waarvan elf in Spanje, zeven in Frankrijk, vijf in Italië, twee in Portugal, een in Andorra, een in Libanon en een in Monaco. Tevens is de ambassade de permanente missie bij de Organisatie voor Economische Samenwerking en Ontwikkeling en UNESCO in Parijs.

## Ambassadeurs
De volgende diplomaten waren ambassadeur voor IJsland in Parijs:
| #                                                              | Naam                        | Aanstelling      | Einde missie     | Noten       | Vertegenwoordiging naar |
| -------------------------------------------------------------- | --------------------------- | ---------------- | ---------------- | ----------- | --- |
| 1                                                              | Pétur Benediktsson          | 10 januari 1946  | 30 november 1955 | [ 5 ] [ 3 ] | België (1946-1968) Italië (1947-1961) Portugal (1949-1961) Spanje (1949-1961) Zwitserland (1949-1955) Griekenland (1958-1961) Joegoslavië (1962-1976) Luxemburg (1962-1976) |
| 2                                                              | Agnar Klemens Jónsson       | 11 juli 1956     | 1 januari 1961   | [ 6 ]       | België (1946-1968) Italië (1947-1961) Portugal (1949-1961) Spanje (1949-1961) Zwitserland (1949-1955) Griekenland (1958-1961) Joegoslavië (1962-1976) Luxemburg (1962-1976) |
| 3                                                              | Hans G. Andersen            | 1 januari 1961   | 1 juni 1962      |             | België (1946-1968) Italië (1947-1961) Portugal (1949-1961) Spanje (1949-1961) Zwitserland (1949-1955) Griekenland (1958-1961) Joegoslavië (1962-1976) Luxemburg (1962-1976) |
| 4                                                              | Pétur Thorsteinsson         | 1 juni 1962      | 4 augustus 1965  | [ 7 ]       | België (1946-1968) Italië (1947-1961) Portugal (1949-1961) Spanje (1949-1961) Zwitserland (1949-1955) Griekenland (1958-1961) Joegoslavië (1962-1976) Luxemburg (1962-1976) |
| 5                                                              | Henrik Sveinsson Björnsson  | 4 augustus 1965  | 28 april 1976    |             | België (1946-1968) Italië (1947-1961) Portugal (1949-1961) Spanje (1949-1961) Zwitserland (1949-1955) Griekenland (1958-1961) Joegoslavië (1962-1976) Luxemburg (1962-1976) |
| 6                                                              | Einar Benediktsson          | 28 april 1976    | 9 november 1982  | [ 8 ]       | Portugal (1976-) Spanje (1976-) Italië (1996-) Andorra (1997-) Luxemburg (1985-1987) Kaapverdië (1979-1993)                                                                 |
| 7                                                              | Tómas Á. Tómasson           | 9 november 1982  | 13 februari 1985 |             | Portugal (1976-) Spanje (1976-) Italië (1996-) Andorra (1997-) Luxemburg (1985-1987) Kaapverdië (1979-1993)                                                                 |
| 8                                                              | Haraldur Kröyer             | 13 februari 1985 | 9 juni 1989      |             | Portugal (1976-) Spanje (1976-) Italië (1996-) Andorra (1997-) Luxemburg (1985-1987) Kaapverdië (1979-1993)                                                                 |
| 9                                                              | Albert Sigurður Guðmundsson | 9 juni 1989      | 31 maart 1993    |             | Portugal (1976-) Spanje (1976-) Italië (1996-) Andorra (1997-) Luxemburg (1985-1987) Kaapverdië (1979-1993)                                                                 |
| 10                                                             | Sverrir H. Gunnlaugsson     | 26 mei 1994      | 19 mei 1999      | [ 9 ]       | Portugal (1976-) Spanje (1976-) Italië (1996-) Andorra (1997-) Luxemburg (1985-1987) Kaapverdië (1979-1993)                                                                 |
| 11                                                             | Sigríður Ásdís Snævarr      | 19 mei 1999      | 11 januari 2005  |             | Portugal (1976-) Spanje (1976-) Italië (1996-) Andorra (1997-) Luxemburg (1985-1987) Kaapverdië (1979-1993)                                                                 |
| 12                                                             | Tómas Ingi Olrich           | 11 januari 2005  | 15 januari 2010  |             | Portugal (1976-) Spanje (1976-) Italië (1996-) Andorra (1997-) Luxemburg (1985-1987) Kaapverdië (1979-1993)                                                                 |
| 13                                                             | Þórir Ibsen                 | 15 januari 2010  | maart 2011       |             | Portugal (1976-) Spanje (1976-) Italië (1996-) Andorra (1997-) Luxemburg (1985-1987) Kaapverdië (1979-1993)                                                                 |
| 14                                                             | Berglind Ásgeirsdóttir      | maart 2011       | augustus 2016    |             | Portugal (1976-) Spanje (1976-) Italië (1996-) Andorra (1997-) Luxemburg (1985-1987) Kaapverdië (1979-1993)                                                                 |
| 15                                                             | Kristján Andri Stefánsson   | augustus 2016    | juli 2020        |             | Portugal (1976-) Spanje (1976-) Italië (1996-) Andorra (1997-) Luxemburg (1985-1987) Kaapverdië (1979-1993)                                                                 |
| 16                                                             | Unnur Orradóttir Ramette    | 22 juli 2020     |                  | [ 10 ]      | Portugal (1976-) Spanje (1976-) Italië (1996-) Andorra (1997-) Luxemburg (1985-1987) Kaapverdië (1979-1993)                                                                 |
| Bron tot en met maart 2016. Lijst bijgewerkt in februari 2024. |                             |                  |                  |             | |